# Takashi Kawano
Takashi Kawano (河野 貴志 Kawano Takashi?, Miyazaki, 17 de junio de 1996) es un futbolista japonés que juega como defensa en el JEF United Chiba.

## Trayectoria
En 2019 se unió al Giravanz Kitakyushu.

## Clubes
| Club                | País  | Año       |
| ------------------- | ----- | --------- |
| Giravanz Kitakyushu | Japón | 2019-2022 |
| Blaublitz Akita     | Japón | 2023-2024 |
| JEF United Chiba    | Japón | 2025-     |